# Marne Maitland
James Marne Maitland, född 1 maj 1920 i Calcutta, Brittiska Indien, död i december 1991 i Tyne and Wear, England, var en brittisk skådespelare.

## Filmografi (urval)
- 1951 – Fredlös på öarna
- 1956 – Bhowani – station i Indien
- 1957 – Internationella polisen
- 1958 – Hökens märke
- 1959 – Dina pengar är mina pengar
- 1959 – Man är väl diplomat
- 1960 – Farligt uppdrag i östern
- 1962 – Fantomen på Stora operan
- 1963 – Nio timmar till Rama
- 1963 – Cleopatra
- 1964 – Först på månen
- 1965 – Lord Jim
- 1966 – Reptilen
- 1966 – Khartoum
- 1968 – Duffy - räven från Tanger
- 1972 – Roma
- 1974 – Il cittadino si ribella
- 1974 – Mannen med den gyllene pistolen
- 1976 – Rosa pantern slår igen
- 1979 – Ashanti!
- 1979 – Svarta hingsten
- 1982 – Jakten på Rosa pantern
- 1985 – Hotel delle Ombre
- 1990 – The King's Whore
- 1991 – Skuggornas barn